# Lindóia (1865)
El aviso Lindóia fue un navío de la Armada del Imperio del Brasil que sirvió en la Guerra de la Triple Alianza. 

## Historia
El vapor argentino de matrícula mercante Dayman fue adquirido en la ciudad de Buenos Aires por el almirante Tamandaré y, tras montar un cañón de a 6, fue incorporada a la armada imperial a fines de 1865 al mando del teniente 1° Antônio Joaquim Ribeiro para ser destinado a servir como aviso de la escuadra en operaciones contra el Paraguay con el nombre Lindóia, tercera embarcación de la marina brasileña en llevar ese nombre en homenaje a la ciudad de ese nombre en el Estado de São Paulo.

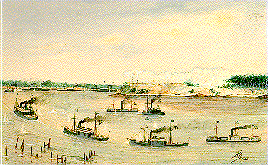
Pasaje de Curupayty

El 15 de agosto de 1867 integró la división naval imperial que forzó el Paso de Curupayty. Apareado al encorazado Brasil (buque insignia), consiguió traspasar el pasaje bajo el fuego de las baterías del Fuerte de Curupayty sin sufrir daños.
Durante el resto del conflicto prestó numerosos servicios a la escuadra, tanto en operaciones contra posiciones enemigas como actuando como transporte de tropas y heridos, remolcando naves enemigas capturadas, removiendo minas o sirviendo como aviso.